# Gerstaeckerella implexa
Gerstaeckerella implexa is een insect uit de familie van de Mantispidae, die tot de orde netvleugeligen (Neuroptera) behoort. 
Gerstaeckerella implexa is voor het eerst wetenschappelijk beschreven door Navás in 1932.